# Alicia Pucheta
Alicia Beatriz Pucheta Valoriani (Asunción, Paraguay; 14 de enero de 1950) es una abogada y política paraguaya. Fue vicepresidenta de Paraguay por tres meses, de mayo a agosto de 2018, con lo cual se convirtió en la primera mujer en ocupar la vicepresidencia de la República. 

## Trayectoria política

### Vicepresidenta de Paraguay
Pucheta fue nominada por el presidente de Paraguay Horacio Cartes para ocupar la vicepresidencia de Paraguay luego de la renuncia del vicepresidente Juan Afara para ocupar un puesto en el Senado en abril de 2018. Asumió el cargo el 9 de mayo de 2018; con ello, se convirtió en la primera mujer en ocupar la vicepresidencia de la República.
La nominación de Pucheta recibió críticas que consideraban la designación como un premio a Pucheta por haber permitido, cuando ella era miembro de la Corte Suprema de Justicia, la candidatura de Cartes al Senado en las elecciones generales de 2018, a pesar de que ello no estaba permitido por la Constitución.
Cartes afirmó que renunciaría a la presidencia antes del fin de su mandato de gobierno el 15 de agosto de 2018 para ocupar un puesto en el Senado, lo que hubiera convertido a Pucheta en la primera mujer en ocupar la presidencia de Paraguay, así como haber sido la primera mujer en ocupar la presidencia y vicepresidencia sin haber sido elegida por voto popular. Sin embargo, Cartes retiró su pedido de renuncia el 26 de junio de 2018, luego de que su renuncia no fuera tratada por el Congreso.

### Representante del Poder Ejecutivo ante el Consejo de la Magistratura del Paraguay
En noviembre de 2023, el presidente Santiago Peña anunció su intención de designar a Pucheta como la representante del poder ejecutivo en el consejo de la magistratura paraguaya. Su decisión causó controversia; políticos opositores y colorados opuestos de Peña alegaron que la designación suponía una violación a la Constitución, debido a que la designación era previo al vencimiento del entonces representante Enrique Kronawetter, qué debía expirar en 2026. Peña justificó su decisión afirmando que Kronawetter fue nombrado por Mario Abdo Benítez «en reemplazo» de un oficial anterior. Pucheta fue jurada como representante ese mismo mes.

## Vida personal
Alicia es hija de Justo Pucheta Ortega y Beatriz Valoriani. Su padre, además de ser abogado, también era músico: formó parte de un dúo musical que grabó el primer álbum de música paraguaya en 1926. Después de la Guerra del Chaco, fue a Pilar como juez penal, donde conoció a la madre de Pucheta. Una vez casados, establecieron residencia en Asunción.
Pucheta estuvo casada con el también abogado Carlos Alberto Correa Vera. Es madre de dos hijos: Hugo Armando, quien siguió los pasos de sus padres, y Luis Arturo, quien eligió una carrera en medicina. Correa Vera murió el 30 de junio de 2016.